# 蒂格韋尼鄉
44°44′N 25°9′E / 44.733°N 25.150°E
蒂格韋尼鄉（羅馬尼亞語：Comuna Tigveni, Argeș），是羅馬尼亞的鄉份，位於該國中南部，由阿爾傑什縣負責管轄，面積49平方公里，海拔高度487米，2007年人口3,424，人口密度每平方公里69人。